# 海津市消防本部
海津市消防本部（かいづししょうぼうほんぶ）は、岐阜県海津市の消防部局（消防本部）。管轄区域は海津市全域。

## 概要
- 消防本部：海津市海津町福岡460-2
- 管内面積：112.31km2
- 職員定数：73人
- 消防署1カ所、分署1カ所
- 主力機械（2006年4月1日現在）
  - 普通消防ポンプ自動車：2
  - 水槽付消防ポンプ自動車：1
  - 化学消防自動車：1
  - 高規格救急自動車：4
  - 救助工作車：1
  - 指揮車：1
  - 電源照明車：1
  - 小型動力ポンプ付積載車：1
  - 広報車：1
  - 資機材搬送車：1
  - 小型動力ポンプ付水槽車：1

## 沿革
- 2005年3月28日 - 海津郡海津町、南濃町及び平田町の新設合併に伴い、海津市が発足する。
  - 合併した3町が設立していた一部事務組合の海津郡消防組合が合併前日をもって解散し、海津市に承継する。海津郡消防組合消防本部より、単独消防として海津市消防本部を設置する。

## 組織
- 本部 - 消防総務課、予防課、消防課、救急課
- 消防署 - 消防一課、消防二課、消防三課

## 消防署
| 消防署       | 住所            | 分署                                        |
| ------------ | --------------- | ------------------------------------------- |
| 海津市消防署 | 海津町福岡460-2 | 南濃：南濃町吉田852-7 平田：平田町今尾614-1 |